# Hermann Wraschtil
Hermann Wraschtil (* 15. Juli 1879; † 9. November 1950) war ein österreichischer Leichtathlet.
Bei den Olympischen Sommerspielen 1900 in Paris wurde er Sechster im 1500-Meter-Lauf und Fünfter im 2500-Meter-Hindernislauf.
Von 1920 bis 1938 und von 1945 bis 1950 war er Präsident des ÖLV. Außerdem war er vor dem Zweiten Weltkrieg Präsident des Vienna Cricket and Football-Clubs.